# Distrito de Vitry-le-François
El distrito de Vitry-le-François es un distrito (en francés arrondissement) de Francia, que se localiza en el departamento de Marne, de la región de Champaña-Ardenas (en francés Champagne-Ardenne). Cuenta con 6 cantones y 113 comunas.

## División territorial

### Cantones
Los cantones del distrito de Vitry-le-François son:
1. Cantón de Heiltz-le-Maurupt
2. Cantón de Saint-Remy-en-Bouzemont-Saint-Genest-et-Isson
3. Cantón de Sompuis
4. Cantón de Thiéblemont-Farémont
5. Cantón de Vitry-le-François-Est
6. Cantón de Vitry-le-François-Ouest

### Comunas
| 1. Ablancourt (51001)                  | 2. Alliancelles (51006)                   | 3. Ambrières (51008)                                      | 4. Arrigny (51016)                    |
| 5. Arzillières-Neuville (51017)        | 6. Aulnay-l'Aître (51022)                 | 7. Bassu (51039)                                          | 8. Bassuet (51040)                    |
| 9. Bettancourt-la-Longue (51057)       | 10. Bignicourt-sur-Marne (51059)          | 11. Bignicourt-sur-Saulx (51060)                          | 12. Blacy (51065)                     |
| 13. Blaise-sous-Arzillières (51066)    | 14. Blesme (51068)                        | 15. Brandonvillers (51080)                                | 16. Brusson (51094)                   |
| 17. Bréban (51084)                     | 18. Le Buisson (51095)                    | 19. Bussy-le-Repos (51098)                                | 20. Changy (51122)                    |
| 21. Chapelaine (51125)                 | 22. Charmont (51130)                      | 23. La Chaussée-sur-Marne (51141)                         | 24. Cheminon (51144)                  |
| 25. Châtelraould-Saint-Louvent (51134) | 26. Châtillon-sur-Broué (51135)           | 27. Cloyes-sur-Marne (51156)                              | 28. Coole (51167)                     |
| 29. Corbeil (51169)                    | 30. Courdemanges (51184)                  | 31. Couvrot (51195)                                       | 32. Dommartin-Lettrée (51212)         |
| 33. Dompremy (51215)                   | 34. Drosnay (51219)                       | 35. Drouilly (51220)                                      | 36. Favresse (51246)                  |
| 37. Frignicourt (51262)                | 38. Giffaumont-Champaubert (51269)        | 39. Gigny-Bussy (51270)                                   | 40. Glannes (51275)                   |
| 41. Haussignémont (51284)              | 42. Hauteville (51286)                    | 43. Heiltz-l'Évêque (51290)                               | 44. Heiltz-le-Hutier (51288)          |
| 45. Heiltz-le-Maurupt (51289)          | 46. Huiron (51295)                        | 47. Humbauville (51296)                                   | 48. Isle-sur-Marne (51300)            |
| 49. Jussecourt-Minecourt (51311)       | 50. Landricourt (51315)                   | 51. Larzicourt (51316)                                    | 52. Lignon (51322)                    |
| 53. Lisse-en-Champagne (51325)         | 54. Loisy-sur-Marne (51328)               | 55. Luxémont-et-Villotte (51334)                          | 56. Maisons-en-Champagne (51340)      |
| 57. Margerie-Hancourt (51349)          | 58. Marolles (51352)                      | 59. Matignicourt-Goncourt (51356)                         | 60. Maurupt-le-Montois (51358)        |
| 61. Le Meix-Tiercelin (51361)          | 62. Merlaut (51363)                       | 63. Moncetz-l'Abbaye (51373)                              | 64. Norrois (51406)                   |
| 65. Orconte (51417)                    | 66. Outines (51419)                       | 67. Outrepont (51420)                                     | 68. Pargny-sur-Saulx (51423)          |
| 69. Plichancourt (51433)               | 70. Ponthion (51441)                      | 71. Possesse (51442)                                      | 72. Pringy (51446)                    |
| 73. Reims-la-Brûlée (51455)            | 74. Les Rivières-Henruel (51463)          | 75. Saint-Amand-sur-Fion (51472)                          | 76. Saint-Chéron (51475)              |
| 77. Saint-Eulien (51478)               | 78. Saint-Jean-devant-Possesse (51489)    | 79. Saint-Lumier-en-Champagne (51496)                     | 80. Saint-Lumier-la-Populeuse (51497) |
| 81. Saint-Ouen-Domprot (51508)         | 82. Saint-Quentin-les-Marais (51510)      | 83. Saint-Remy-en-Bouzemont-Saint-Genest-et-Isson (51513) | 84. Saint-Utin (51520)                |
| 85. Saint-Vrain (51521)                | 86. Sainte-Marie-du-Lac-Nuisement (51277) | 87. Sapignicourt (51522)                                  | 88. Scrupt (51528)                    |
| 89. Sermaize-les-Bains (51531)         | 90. Sogny-en-l'Angle (51539)              | 91. Sommesous (51545)                                     | 92. Sompuis (51550)                   |
| 93. Somsois (51551)                    | 94. Songy (51552)                         | 95. Soudé (51555)                                         | 96. Soulanges (51557)                 |
| 97. Thiéblemont-Farémont (51567)       | 98. Trois-Fontaines-l'Abbaye (51583)      | 99. Val-de-Vière (51218)                                  | 100. Vanault-le-Châtel (51589)        |
| 101. Vanault-les-Dames (51590)         | 102. Vauclerc (51598)                     | 103. Vavray-le-Grand (51601)                              | 104. Vavray-le-Petit (51602)          |
| 105. Vernancourt (51608)               | 106. Villers-le-Sec (51635)               | 107. Vitry-en-Perthois (51647)                            | 108. Vitry-le-François (51649)        |
| 109. Vouillers (51654)                 | 110. Vroil (51658)                        | 111. Écollemont (51223)                                   | 112. Écriennes (51224)                |
| 113. Étrepy (51240)                    |                                           |                                                           |                                       |